# Giżyno (województwo zachodniopomorskie)
Giżyno (niem. Giesen) – wieś sołecka w Polsce położona w województwie zachodniopomorskim, w powiecie drawskim, w gminie Kalisz Pomorski. W latach 1975–1998 miejscowość administracyjnie należała do województwa koszalińskiego. W roku 2007 wieś liczyła 401 mieszkańców.
W roku 2011 liczba mieszkańców spadła do 385 osób.
Osada wchodząca w skład sołectwa: Wierzchucin.

## Geografia
Wieś leży ok. 3,5 km na północny wschód od Kalisza Pomorskiego, nad jeziorem Giżyno, między Kaliszem Pomorskim a miejscowością Stara Studnica. 

## Historia
Wieś wspomniana już w 1337 roku, jako należąca do ziemi kaliskiej. Wieś przez wieki znajdowała się w posiadaniu Wedlów. Od XVI wieku związana z Polską, bowiem wchodziła w skład dóbr zamkowych Mirosławca. Jerzy von Wedel z Mirosławca, zapisał swej żonie Dorocie von Massow Giżyno (Gisno), Hanki i Sadowo jako oprawę. W 1568 roku wspomniany został jako właściciel Łowicza i Giżyna Franciszek von Güntersberg. W 1594 roku we wsi zarządzał jego szwagier Sebald von der Goltz. W 1600 roku w Giżynie posiadał dobra Bernard von Borcke, w 1615 roku Andreas von Zernicke, polski szlachcic, który kupił Giżyno za siedem tysięcy guldenów z młynem w Łowiczu. Potem wieś znajdowała się w rękach von der Goltzów. W latach 1702–1745 należała do Joachima Reigera von der Goltz, właściciela części Mirosławca. Jego żona Joanna Apolonia, córka generała von Wedel z Suchowa, wniosła w posagu majątek ojcowski w Suchowie. Z pięciorga dzieci, Karl August Wilhelm przejął Giżyno i Ogardy, a Ernst Fritz Ludwik - Suchowo. Najstarsza z córek Christina Karoline wyszła za mąż za pułkownika Fryderyka Wilhelma von Blackenburga, pana Mirosławca. Po śmierci Karla Augusta Wilhelma von der Goltza, Giżyno miała wdowa Joanna Karolina Fryderyka von Blanckenburg, która na stałe osiedliła się we dworze w Giżynie.
W 1772 roku mieszkali tutaj według ksiąg kościelnych: baron Hans Reiger von der Goltz, zagrodnik, pastuch bydła, kowal, owczarz, młynarz, murarz, ogrodnik i chłopi. W 1816 roku wieś znalazła się w powiecie wałeckim (Landkreis Deutsch Krone). Majątek należał wtedy do rodziny von Bonin. W 1821 roku dobra posiadał pułkownik von Brünneck. W roku 1857 majątek należał do wdowy Glahn, z domu Blümchen. W 1938 roku majątek liczył 1 890 ha. W 1939 roku mieszkało tutaj 418 osób. Po II wojnie światowej tutejszy majątek objęło państwo i utworzono tu duże Przedsiębiorstwo Gospodarki Rolnej.

## Zabytki
Do wojewódzkiego rejestru zabytków wpisany jest:
- kościół ewangelicki, obecnie pw. Matki Boskiej Królowej Polski szachulcowy z XVII/XVIII wieku oraz lat 20. XX wieku. Kościół filialny, rzymskokatolicki należący do parafii pw. Matki Bożej Królowej Polski w Kaliszu Pomorskim, dekanatu Mirosławiec, diecezji koszalińsko-kołobrzeskiej, metropolii szczecińsko-kamieńskiej. Najstarsza budowla we wsi. Niegdyś w kościele, na wschodniej ścianie, znajdował się obraz - epitafium Ernsta Joachima von Wedel. Obecnie epitafium znajduje się w siedzibie parafii w Kaliszu Pomorskim. Obraz z wizerunkiem Wedla jest otoczony kilkunastoma herbami rodowymi. Po zachodniej stronie wisiał obraz Christiny Henrietty von Blanckeburg i dwie urny z aniołami. Kolejne cztery obrazy przedstawiały trzech mężczyzn i kobietę, a na odwrocie jednego z nich był podpis: "Point a Versovie par F. Rajecki 1747". Na wieży dzwon spiżowy z 1832 roku.

inne zabytki:
- na cmentarzu przykościelnym znajduje się grób z płytą pamiątkową, Zygmunta Barona von der Goltz z 1786 r., z marmurową urną, kilka żeliwnych krzyży z przełomu XIX i XX wieku oraz wykonany z ogromnego kamienia pomnik giżynian poległych w I wojnie światowej
- w eklektycznym pałacu z ośmioboczną ozdobioną krenelażem wieżą do roku 1991 tutejszy PGR mieścił część biurową gospodarstwa. Po jego rozwiązaniu pałac został zaniedbany i popadł w ruinę. Obecny prywatny właściciel za zgodą konserwatora zabytków usunęła ruiny pałacu, który stał się historią Giżyna. Pozostał tylko mieszczący się przy pałacu park krajobrazowy, w którym rosną głównie drzewa rodzime i aklimatyzowane w naszej strefie klimatycznej oraz stoi spichlerz z przełomu XIX-XX wieku[7].

## Kultura
W Giżynie prężnie działa świetlica wiejska.